# Додо (футболист, 1998)
До́милсон Корде́йро дос Са́нтос (порт. Domilson Cordeiro dos Santos), более известный, как Додо́ (порт. Dodô; родился 17 ноября 1998 года в Рибейран-Клару, Бразилия), — бразильский футболист, защитник итальянского клуба «Фиорентина».

## Клубная карьера
Додо — воспитанник клуба «Коритиба». 15 мая 2016 года в матче против «Крузейро» он дебютировал в бразильской Серии A. В этом же году Додо дебютировал в кубке Бразилии и кубке Южной Америки. Всего в чемпионате Бразилии 2016 года он провёл 26 матчей. В 22 выходил в основе, 18 отыграл до финального свистка. Оформил две результативные передачи, получил четыре жёлтые. В розыгрыше чемпионата 2017 года футболист также провёл большинство матчей и впервые сыграл в чемпионате штата Парана, где они стали чемпионами.
В сентябре 2017 года Додо поругался с болельщиками в инстаграме. После поражения от «Палмейрас» защитник ответил фанату, что с радостью покинет клуб зимой, если его и дальше будут критиковать. Болельщики в ответ призывали бойкотировать игры «Коритибы», пока там играет Додо. Клубу пришлось созвать специальную пресс-конференцию, на которой защитник принес извинения.
8 декабря 2017 года подписал пятилетний контракт с украинским клубом «Шахтёр» (Донецк). Помимо «горняков» на бразильца претендовала португальская «Бенфика» и немецкий «Шальке». 7 апреля 2018 года в матче против «Вереса» он дебютировал в чемпионате Украины, заменив во втором тайме Алана Патрика.
Летом того же года Додо на правах аренды перешёл в португальский клуб «Витория Гимарайнш». 10 августа в матче против столичной «Бенфики» он дебютировал в Сангриш лиге.
Летом 2019 вернулся в «Шахтёр».
22 июля 2022 года Додо подписал контракт с «Фиорентиной». Соглашение рассчитано до лета 2027 года. Донецкий «Шахтер» заработал на продаже бразильского защитника 14,5 миллионов евро гарантированно, а также возможные бонусы в размере 3,5 миллионов евро.

## Международная карьера
В 2015 году Додо принял участие в юношеском чемпионате мира в Чили. На турнире он сыграл в матчах против команд Гвинеи и Нигерии.
В 2017 года Додо в составе молодёжной сборной Бразилии принял участие в молодёжном чемпионате Южной Америки в Эквадоре. На турнире он сыграл в матчах против команд Чили, Парагвая, Аргентины, Венесуэлы, Уругвая и дважды Эквадора и Колумбии.

## Достижения
«Коритиба»
- Победитель Лига Паранаэнсе: 2017

«Шахтёр» (Донецк)
- Чемпион Украины (2): 2017/18, 2019/20
- Обладатель Кубка Украины: 2017/18
- Обладатель Суперкубка Украины: 2021